# David Pasqualucci
David Pasqualucci (né le 27 juin 1996 à Frascati) est un archer italien. Il est médaillé d'argent aux championnats du monde de tir à l'arc en 2015 dans l'épreuve par équipe masculine de l'arc classique.

## Biographie
David Pasqualucci participe à ses premières compétitions internationales en 2013. Son premier podium mondial est en 2014, alors qu'il remporte le bronze à l'épreuve individuel masculine de l'arc classique au championnat junior intérieur.

## Palmarès
- Jeux olympiques[1]
  - 17e à l'individuel homme aux Jeux olympiques d'été de 2016 à Rio de Janeiro.
  - 8e à l'épreuve par équipe homme aux Jeux olympiques d'été de 2016 à Rio de Janeiro (avec Marco Galiazzo et Mauro Nespoli).

- Championnats du monde[1]
  -  Médaille d'argent à l'épreuve par équipe homme aux championnats du monde 2015 à Copenhague (avec Michele Frangilli et Mauro Nespoli).
  -  Médaille d'or à l'épreuve par équipe homme aux championnats du monde de 2017 à Mexico (avec Mauro Nespoli et Marco Galiazzo).

- Championnats du monde junior en salle
  -  Médaille de bronze à l'épreuve individuel homme aux championnats junior de 2014 à Nîmes.
  -  Médaille d'or à l'épreuve par équipe homme aux championnats junior de 2016 à Ankara.
  -  Médaille d'or à l'épreuve individuel homme aux championnats junior de 2016 à Ankara.

- Coupe du monde[1]
  -  Médaille d'or à l'épreuve par équipe homme aux coupe du monde 2017 de Antalya.
  -  Médaille de bronze à l'épreuve individuelle homme aux coupe du monde 2017 de Antalya.

- Championnats d'Europe
  -  Médaille d'argent à l'épreuve par équipe homme aux championnats d'Europe 2018 de Legnica.

- Championnats d'Europe en salle
  -  Médaille d'argent à l'épreuve par équipe homme junior aux championnats d'Europe en salle de 2013 à Rzeszów[2].
  -  Médaille d'argent à l'épreuve par équipe homme junior aux championnats d'Europe en salle de 2015 à Koper.
  -  Médaille d'or à l'épreuve individuelle homme aux championnats d'Europe en salle de 2017 à Vittel.
  -  Médaille d'or à l'épreuve par équipe homme aux championnats d'Europe en salle de 2017 à Vittel.

- Jeux européens
  -  Médaille de bronze à l'épreuve par équipe homme aux Jeux européens de 2019 à Minsk.